# Trận Beaune-la-Rolande
Trận Beaune-la-Rolande là một trận đánh trong cuộc Chiến tranh Pháp-Đức, diễn ra vào ngày 28 tháng 11 năm 1870 tại Pháp. Trong trận chiến quyết liệt này, quân đội Phổ do Hoàng thân Friedrich Karl chỉ huy đã giữ vững trận địa và giáng một thất bại nặng nề vào cuộc tiến công của quân đội Pháp do tướng Jean-Baptiste d'Aurelle chỉ huy, và gây cho quân Pháp những thiệt hại nặng nề, bất chấp lợi thế về quân số của quân Pháp. Trong khi đó, quân Phổ chỉ chịu thiệt hại nhỏ nhoi. Đây là một trong không ít thất bại của Tập đoàn quân Loire nói riêng và của quân đội cộng hòa non trẻ của Pháp trong cuộc chiến tranh. Tinh thần chiến đấu bền bỉ và sự am tường về chiến tranh của Quân đoàn X của Đức, cùng với khả năng chỉ huy quân sự của tướng Voigts-Rhetz, được ghi nhận là những yếu tố đã khiến họ đập tan cuộc tấn công của đội quân đông hơn rất nhiều của nền Cộng hòa Pháp non trẻ. Cùng với chiến thắng của quân đội Đức trong các trận đánh tại Loigny-Poupry và Beaugency sau đó, chiến thắng Beaune-la-Rolande của "Hoàng tử Đỏ" Karl đã góp phần khiến cho họ tái chiếm Orléans.
Sau khi quân Pháp đoạt lại Orléans bằng thắng lợi của mình trong trận Coulmiers, tướng Aurelle chỉ huy Tập đoàn quân Loire đã xuống lệnh cho quân đoàn XX dưới quyền tướng Joseph Constant-Crouzat tiến đánh Beaune-la-Rolande về hướng đông bắc, nơi có mấy lữ đoàn Phổ thuộc quân đoàn X do tướng Konstantin Bernhard von Voigts-Rhetz chỉ huy (một phần thuộc biên chế của Tập đoàn quân số 2 dưới quyền Hoàng thân Karl Friedrich) đã được lệnh trấn giữ. Trước khi hội đủ tại Beaune-la-Rolande, vào ngày 24 tháng 11 năm 1870, hai lữ đoàn thuộc Quân đoàn X của Đức đã đánh bại một đợt tấn công của d'Aurelle trong trận Ladon và Mézières. Trong ngày 28 tháng 11 năm 1870, lực lượng đông đảo của Paladines đã tiến công ngôi làng Beaune-la-Rolande từ 3 hướng và điều này đồng nghĩa với việc họ tiến công sườn trái của Karl Friedrich – Tư lệnh Tập đoàn quân số 2 của Đức-Phổ. Binh lính Hanover trú phòng tại Beaune đã vài lần chịu áp lục nghiêm trọng, và thậm chí có khi gần như là bị vây hãm. Mặc dù bất lợi về quân số nhưng lính Hannover giàu kinh nghiệm, được trang bị đầy đủ và chỉ huy bài bản, đồng thời có nhiều lính pháo binh kỳ cựu và dồi dào đạn dược. Trong các căn cứ công sự của mình tại thị trấn, quân Đức đã đứng vững hàng tiếng đồng hồ. Crouzat lo ngại không dám triển khai toàn bộ pháo lực của mình, vì, mặc dù điều này có thể giúp ông đập tan cuộc kháng cự của đối phương, nó cũng sẽ gây cho đô thị bị tàn phá nặng nề. Thay vì đó, vị tướng Pháp lệ thuộc vào các đội hình bộ binh, và các đợt tấn công của quân Pháp nhằm chiếm giữ các căn nhà đều bị bẻ gãy. Có một thời điểm (độ trước 2 giờ chiều), Voigts-Rhetz đã gần như là phát lệnh rút quân, khiến Tham mưu trưởng của ông là Đại tá Caprivi phải ngăn cản ông một cách khó nhọc. Cho đến chiều, Friedrich Karl đã đích thân kéo quân đoàn III của ông đến ứng chiến, xoay chuyển thế trận với lợi thế thuộc về quân đội Đức. Cùng với quân tiếp viện của mình, quân đoàn X của Đức đã giành thắng lợi trong cuộc tiến công vào quân Pháp về hướng đông ngôi làng. Quân Pháp tiến công đã bị bọc sườn, và Crouzat tin rằng quân đội mình đã thất bại. Cuộc rút chạy về Bellegarde (bên ngoài rừng Orléans) của quân Pháp bại trận đã rơi vào hỗn loạn nghiêm trọng.
Không những quân đội Đức mà quân đội Pháp cũng được ghi nhận là đã chiến đấu rất dũng cảm trong trận đánh này, và trận chiến cũng không mang tính chất quyết định. Tuy nhiên, với chiến thắng vang dội của người Đức trong trận Beaune-la-Rolande, họ đã đập tan kế hoạch tiến theo con đường Fontainebleau vào Paris đang bị quân Đức vây hãm của người Pháp. Trận chiến cũng thể hiện ưu thế của lực lượng quân đội nhà nghề của Đức trước các lực lượng trừ bị chưa được rèn luyện của Pháp, và cái giá rất đắt mà nền Cộng hòa Pháp phải trả trong trận chiến này đã ảnh hưởng nghiêm trọng đến việc tiếp tục chiến tranh của họ với nước Đức. Không lâu sau đó, quân Đức tiếp tục giành thắng lợi toàn diện trước quân Pháp trong trận chiến Loigny-Poupry.